# Iris menas
iris menas (Wichita, 20 de juliol de 1990) és una persona no-binària dels Estats Units dedicada a la interpretació de sèries de televisió i pel·lícules. Va interpretar el paper de Anybodys a l'adaptació cinematogràfica de West Side Story del 2021. També va posar veu a Odee Elliot a Madagascar: A Little Wild, a Fred de Ridley Jones, a Frankie Stein de la sèrie de televisió de Monster High, reinventada el 2022, i a Winn Harper a la reinvenció d'Els padrins màgics del 2024, Els padrins màgics: Un nou desig.
Durant la seva joventut, menas va assistir a l'Acadèmia de Ball de Kansas, a Wichita. Es van graduar a l'institut de Wichita Est el 2008.
Es considera una persona transmasculina i no-binària. Prefereix l'ús de minúscules quan escriuen el seu nom. Utilitza els neopronoms en anglès zie/hir. Viu a Brooklyn.